# جيرمين هاردي
جيرمين هاردي (بالإنجليزية: Jermaine Hardy)‏ هو لاعب كرة قدم أمريكية أمريكي، ولد في 20 مارس 1982 في روانوك في الولايات المتحدة.

## وصلات خارجية
- جيرمين هاردي على موقع مرجع كرة القدم المحترفة.كوم (الإنجليزية)